# Швейцария на зимних Олимпийских играх 1924
Швейцария принимала участие в Зимних Олимпийских играх 1924 года в Шамони (Франция), и завоевала одну бронзовую и две золотые медали. Соревнования военных патрулей проходили как демонстрационные, тем не менее, позже участникам этих соревнований были вручены комплекты медалей. Соревнования проходили 29 января 1924 года с 8:40 до 13:15 часов по местному времени.

## Медалисты
| Медаль | Спортсмен                                                   | Вид спорта                    | Дисциплина                 |
| ------ | ----------------------------------------------------------- | ----------------------------- | -------------------------- |
| Золото | Эдвард Шеррер Альфред Неве Альфред Шлаппи Хейнрих Шлаппи    | Бобслей                       | Мужчины, четвёрки          |
| Золото | Дени Воше Антуан Жюльен Альфонс Жюльен Адольф Ауфденблаттен | Соревнования военных патрулей | Мужчины                    |
| Бронза | Георг Гаутчи                                                | Фигурное катание              | Мужчины, одиночное катание |

## Состав и результаты олимпийской сборной Швейцарии

### Лыжное двоеборье
Спортсменов — 1
| Соревнование              | Спортсмены          | Прыжки с трамплина | Прыжки с трамплина | Прыжки с трамплина | Прыжки с трамплина | Прыжки с трамплина | Прыжки с трамплина | Прыжки с трамплина | Прыжки с трамплина | Лыжная гонка | Лыжная гонка | Лыжная гонка | Итог   | Итог  |
| Соревнование              | Спортсмены          | 1 прыжок           | 1 прыжок           | 1 прыжок           | 2 прыжок           | 2 прыжок           | 2 прыжок           | Итог               | Итог               | Лыжная гонка | Лыжная гонка | Лыжная гонка | Итог   | Итог  |
| Соревнование              | Спортсмены          | Дистанция          | Очки               | Место              | Дистанция          | Очки               | Место              | Очки               | Место              | Время        | Очки         | Место        | Очки   | Место |
| ------------------------- | ------------------- | ------------------ | ------------------ | ------------------ | ------------------ | ------------------ | ------------------ | ------------------ | ------------------ | ------------ | ------------ | ------------ | ------ | ----- |
| Индивидуальное первенство | Ксавер Аффентрангер | 33,0 м             | 12,917             | 17                 | 34,0 м             | 13,833             | 16                 | 13,375             | 16                 | 1:36:36      | 9,000        | 14           | 11,188 | 17    |

### Лыжные гонки
Спортсменов — 1
| Соревнование | Спортсмены          | Итог      | Итог  |
| Соревнование | Спортсмены          | Время     | Место |
| ------------ | ------------------- | --------- | ----- |
| 18 км        | Ксавер Аффентрангер | 1:36:36,2 | 22    |

### Прыжки на лыжах с трамплина
Спортсменов — 1
| Соревнование              | Спортсмены          | 1 прыжок  | 1 прыжок | 1 прыжок | 2 прыжок  | 2 прыжок | 2 прыжок | Итог  | Итог  |
| Соревнование              | Спортсмены          | Дистанция | Очки     | Место    | Дистанция | Очки     | Место    | Очки  | Место |
| ------------------------- | ------------------- | --------- | -------- | -------- | --------- | -------- | -------- | ----- | ----- |
| Индивидуальное первенство | Ксавер Аффентрангер | падение   | 2,667    | 25       | 32,5 м    | 12,960   | 20       | 7,813 | 24    |